# Годомар I
Годомар I (д/н — між 486 та 493) — король бургундів у 473—486 роках.

## Життєпис
Син Гундіоха, короля бургундів. Після смерті батька 473 році владу успадкував стрийко Гільперік I. Втім Годомар разом з братами Гільперіком і Годегізелом зуміли домогтися отримання частки володінь при загальній зверхності Гільперіка I. В результаті Годомар I отримав частину колишньої римської провінції Галлії В'єннської. Його резиденцією стало місто В'єнн. Протягом 472—473 років надавав військову підтримку magister militum Екдіцію Авіту, що захищав Овернь від вестготів.
Після смерті стрийка — короля Гільперіка I в союзі з братом Гільперіком II виступив проти амбіцій іншого брата Гундобада. 485 року союзники завдали останньому поразки в битві при Отені. Проте вже 486 року Годомар I і Гільперік II були переможені в битві при В'єнні, в якій Годомар I загинув. Його володіння захопив Гундобад.